# Обмінський Тадей
Таде́й Анто́ній Обмі́нський (пол. Tadeusz Antoni Obmiński; 16 квітня 1874, Львів — 18 липня 1932, там само) — український архітектор і педагог.

## Біографія
Народився 16 квітня 1874 р. у Львові. Його батьками були банківський службовець Юліуш Александер Обмінський та Антоніна Броніслава зі Стахевичів. Родина батька походила з дрібношляхетського роду гербу «Лис». Батьки Т. Обмінського поховані на цвинтарі церкви святого Димитрія в селі Оброшине поблизу Львова.
По закінченні архітектурного факультету Львівської технічної академії 9 липня 1898 р. отримав диплом з відзнакою «особливо обдарований».
У 1900-1901 рр. отримав додаткову спеціалізацію у політехніці Шарлотенберга. Багато співпрацював із будівельною фірмою Івана Левинського, виконуючи проєкти. Кілька будівель спроєктував для фірми Міхала Уляма і Зигмунта Кендзерського.
У 1897—1905 рр. був асистентом на кафедрі будівельних конструкцій, в 1906—1908 роках — конструктором на кафедрі континентального будівництва. 1908 р. захистив наукову працю «Ґенеза дерев'яного будівництва в Польщі». 1909 р. був доцентом технічного рисунку та дерев'яного будівництва. У жовтні 1910 р. став професором та керівником кафедри загального будівництва. У 1926—1931 рр. вів також заняття по будівельних матеріалах, кошторисах і веденню будівництва. У 1912—1913 рр. був деканом Континентально-водного факультету, у 1915—1916 рр. та 1920—1921 рр. Архітектурного факультету, а у 1916-1917 рр. академічному році — ректором Політехнічної школи.
Від 1899 р. був членом Політехнічного товариства у Львові. Входив до складу комітету, який у рамках друкованого органу товариства (журнал «Czasopismo Techniczne») кілька разів на рік видавав номери присвячені архітектурі. Був одним із засновників створеного в червні 1908 р. «Кола архітекторів польських у Львові». Тоді ж був обраний членом правління. На початку грудня того ж року у складі делегації львівського Кола архітекторів брав участь у Першому з'їзді делегатів польських архітектурних кіл у Кракові. Член комісії з реставрації королівських замків Варшави і Кракова. Входив до складу журі конкурсів проєктів перебудови садиби Скібневських у селі Голозубинці (1904), каплиці в Хоминцях (1905), проєктів дому управління залізниці у Львові (1911), ескізів будинку Ощадної каси в Сяноку (1912). Очолював журі конкурсу проєктів «Дому солдата» на нинішній площі Петрушевича у Львові (1932). Кавалер Командорського хреста Ордену Відродження Польщі.
У Львові мешкав у будинку № 77 на вулиці Сикстуській. Помер у Львові, похований на Личаківському цвинтарі, поле № 59.
Тадей Обмінський вивчав традиційне народне будівництво в Галичині. Експонував рисунки дерев'яної архітектури на виставці в палаці Чапських у Кракові (13 квітня — 15 травня 1905 р.). 1910 р. експонував фотографії зразків дерев'яного зодчества на архітектурній виставці у Львові в окремій персональній залі. 1978 р. Музей народної архітектури та побуту у Львові влаштував виставку «Народна архітектура України в рисунках Т. Обмінського».

## Творчість

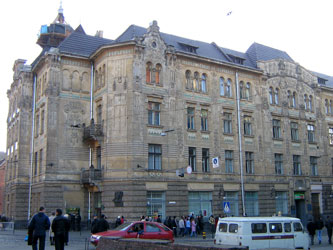
Будинок акціонерного товариства «Дністер»

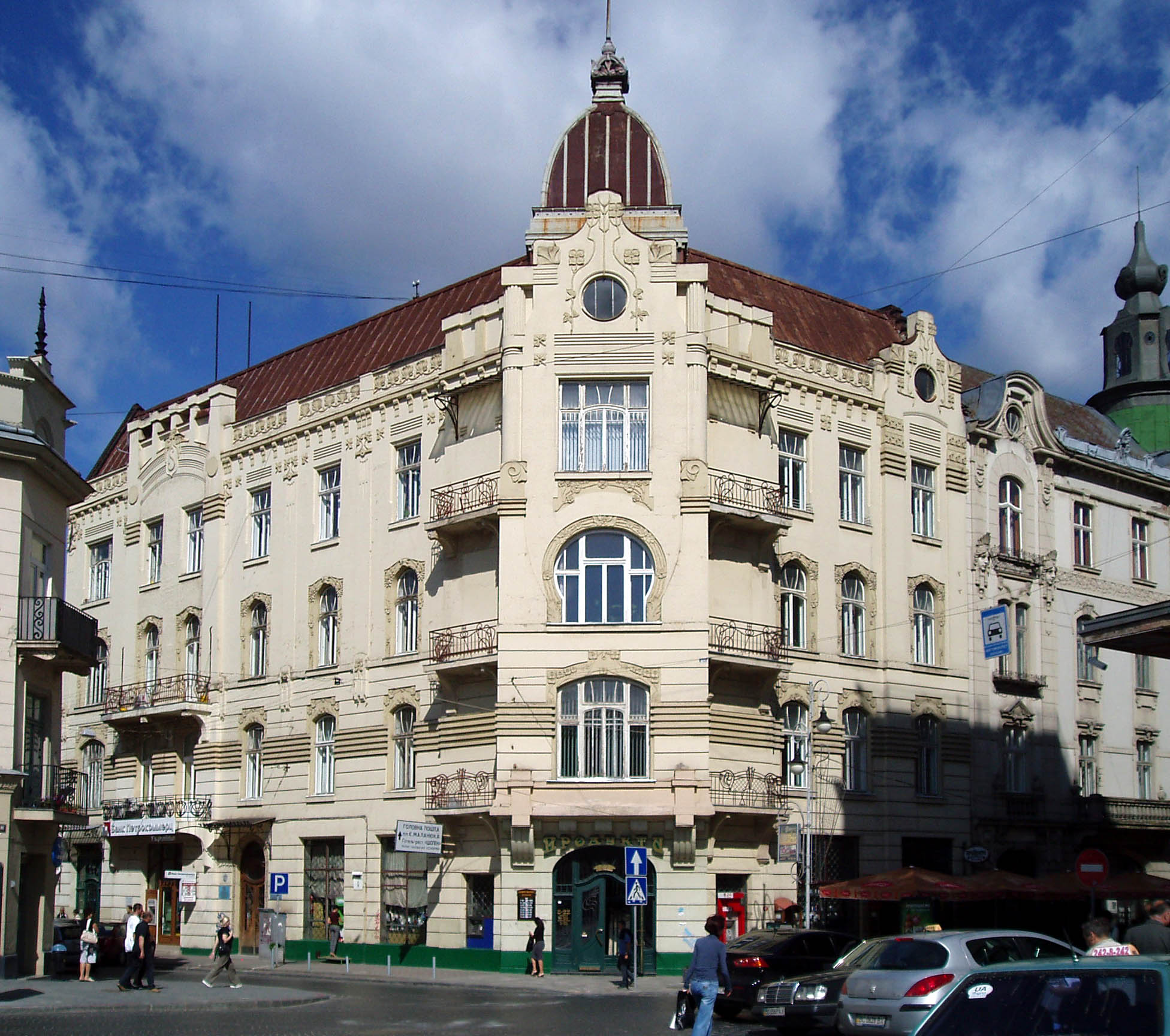
Дім № 4 на пр. Шевченка (№ 6 на вул. Скорика), 1905

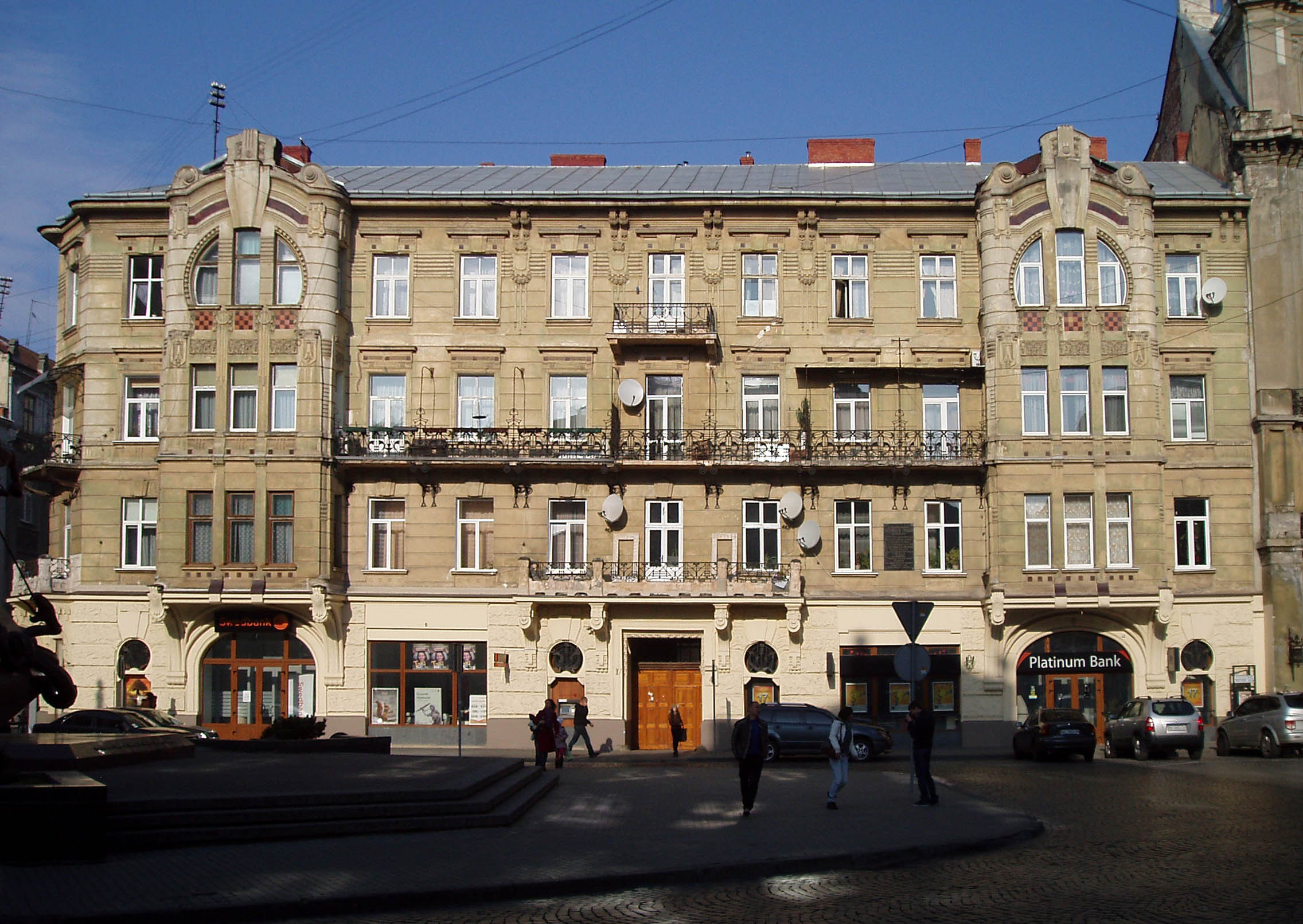
Дім № 4 на площі Ген. Григоренка, 1906

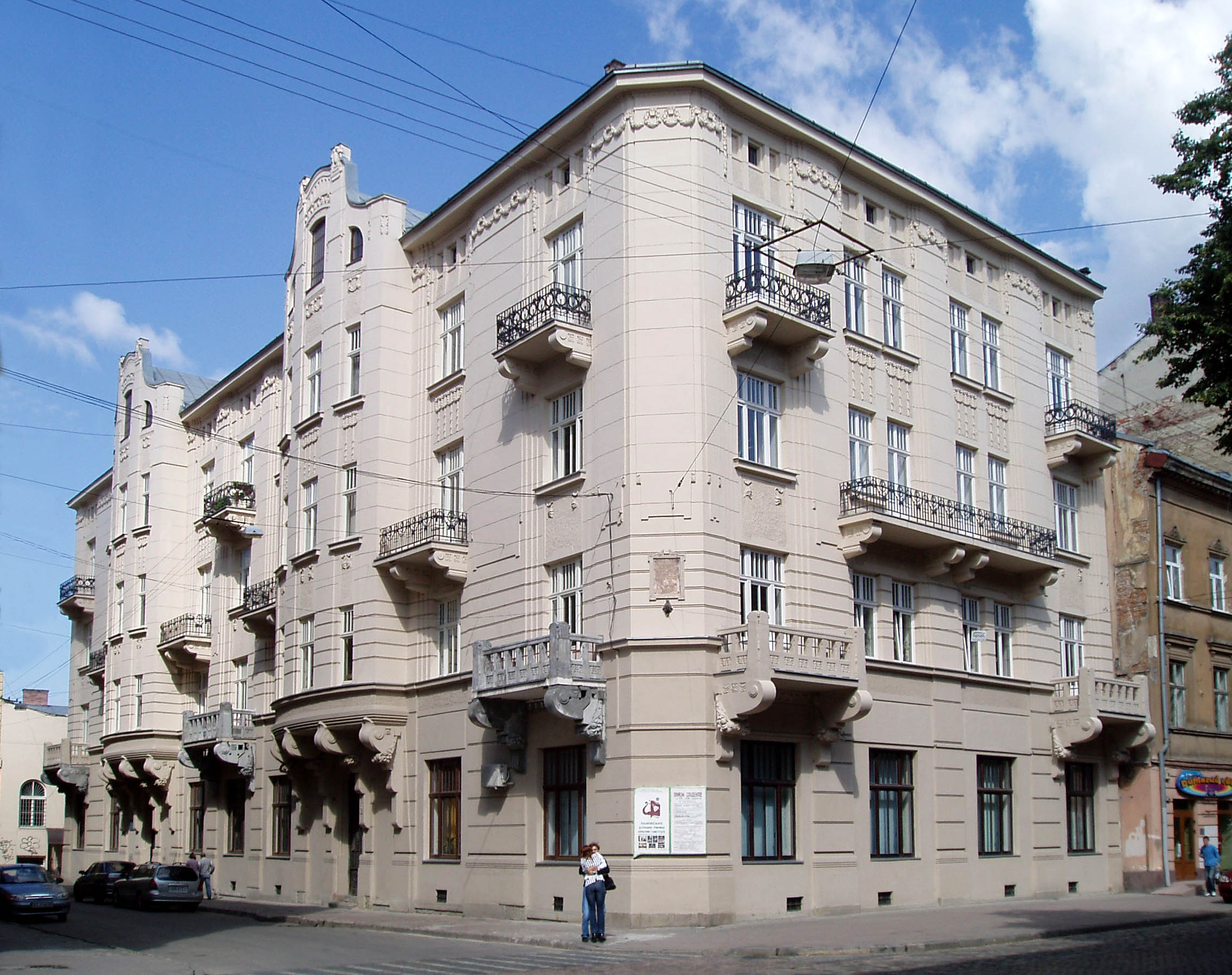
Притулок Бурлярда на вул. Князя Романа, 1908

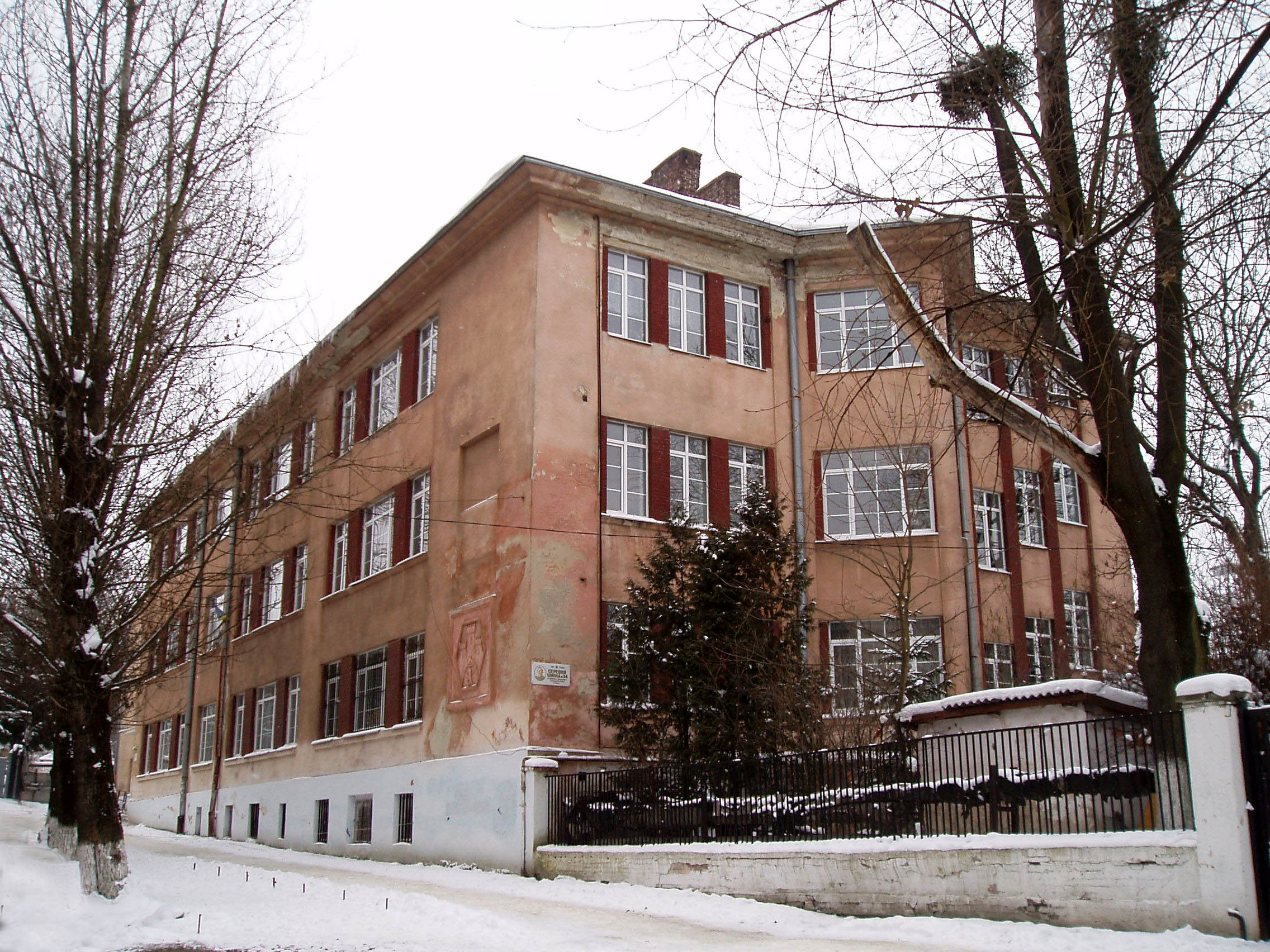
Школа № 34 на вул. Замкненій, 8, 1928

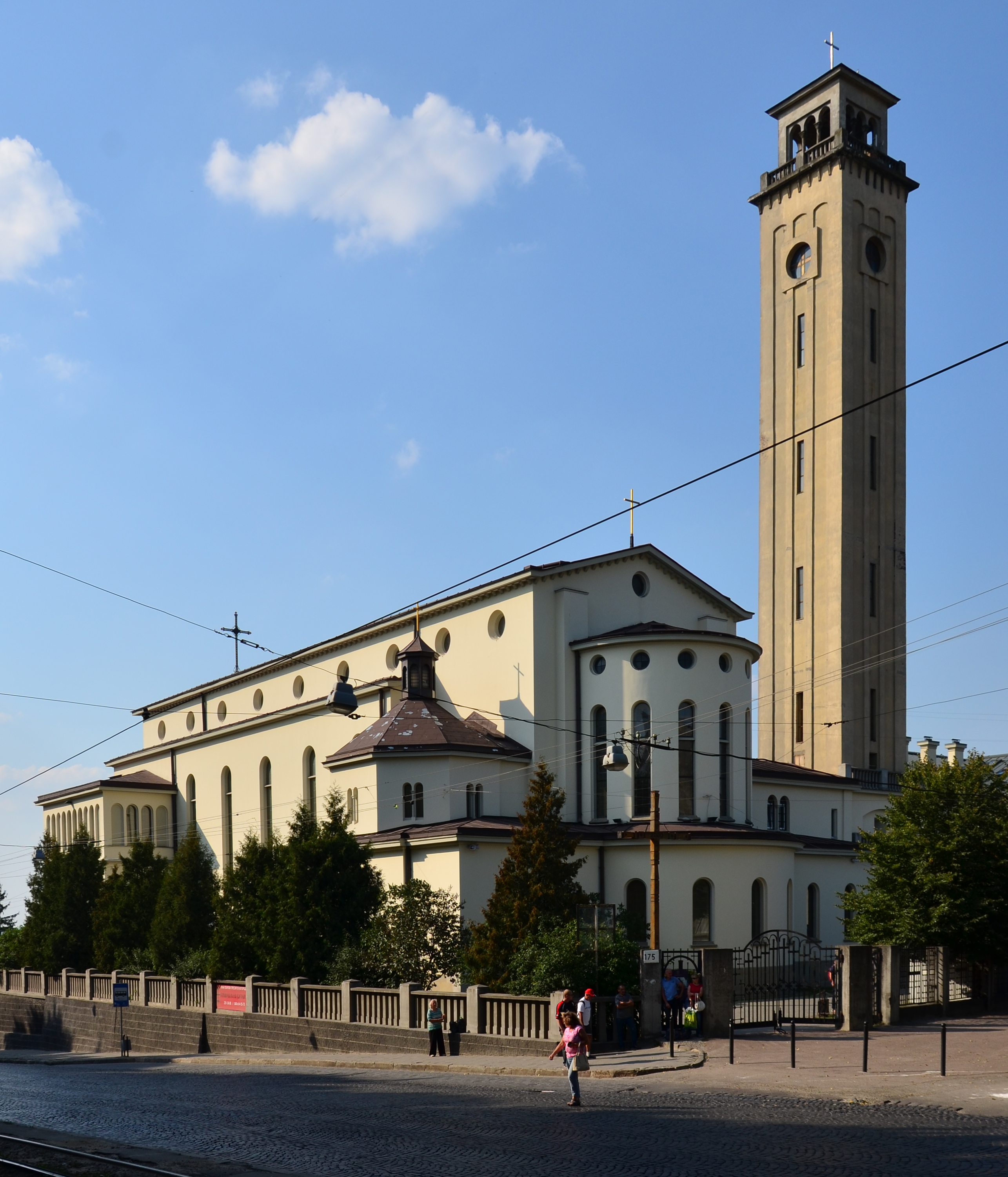
Костел Матері Божої Остробрамської у Львові

За роки своєї творчої діяльності Тадей Обмінський залишив багату архітектурну спадщину. Будучи одним з учнів Івана Левинського, плідно утверджував модерн у галицькій архітектурі і сприяв утвердженню української народної стилістики в церковному мистецтві.
Реалізовані проєкти
- Серія з трьох типових проєктів костелів, розроблених 1904 року на замовлення латинського архієпископа Юзефа Більчевського. Із певними відмінностями неодноразово реалізовано. Проєкт на 200 осіб — у Верховині (1909, втрачений), Бартатові, Богданівці Тернопільського району (1909), костел святого Йоана в Коломиї, Рибному Косівського району, Делеві[17]. На 400 осіб — у Задвір'ї, Яремчі і Ценяві. На 600 осіб — у Берестянах, Тростянці і Белзі[18].
- Дяківська бурса собору св. Юра на вул. Озаркевича, 2 у Львові (1904), співавтори Олександр Лушпинський, Іван Левинський.
- Житловий будинок на вулиці Коновальця, 98, у Львові (1904—1905).
- Прибутковий будинок адвоката Адольфа Сегаля на розі проспекту Шевченка, 4 і вулиці Мирослава Скорика, 6 у Львові (1904—1905), співавтори Міхал Улям, Зигмунт Кендзерський.
- Прибутковий будинок на вулиці Ірини Калинець, 4 у Львові (1905).
- «Український академічний Дім» на вулиці Коцюбинського, 21 (1905), співавтор Філемон Левицький, Олександр Лушпинський.
- «Народна гостиниця» на розі вулиць Дорошенка, 20 і Костюшка, 1 у Львові (1904—1906).
- Вілла «Гражина» на вулиці Коновальця, 102. Збудована 1906 року для Романа Дзеслевського. 1913 року перебудована за проєктом Адольфа Піллера.[19]
- Страхове товариство «Дністер» (тепер КНП «1-а міська поліклініка м. Львова»), вулиця Руська, 20 у Львові (1905—1906), співавтори Іван Левинський і Лев Левинський, Олександр Лушпинський,
- Торговий дім Яна Строменгера на площі Генерала Григоренка, 4 у Львові (1906).
- Кам'яниці на вулиці Личаківській, 70 та вулиці Глібова, 2[20] у Львові (1906).
- Учнівська бурса з бібліотекою «Народный дом. Родная школа» на вулиці Лисенка, 14 у Львові (1906—1908), співавтори Лев Левинський, Іван Левинський, Олександр Лушпинський.
- Житловий будинок на вулиці Наливайка, 9 у Львові (1907), співавтор Іван Левинський.
- Житловий будинок на вулиці Дорошенка, 15 у Львові (1907—1908).
- Житловий будинок на вулиці Руставелі, 42 у Львові (1908), співавтор Іван Левинський.
- Притулок для бідних ім. св. Лазаря на розі вулиць Нижанківського, 2-4 і Князя Романа, 30 у Львові (1908).
- Гімназія і бурса Українського педагогічного товариства на вулиці Чупринки, 103 у Львові (1906—1909), співавтори Іван Левинський, Лев Левинський, Олександр Лушпинський.
- Дім Торгово-промислової палати на проспекті Шевченка, 17—19 у Львові і будинок Технологічного інституту на вулиці Нижанківського, 5 (1912, співавтор Альфред Захаревич).
- Перебудова в неоготичному стилі парафіяльного костелу святого Валентина в Калуші у 1910—1912 роках. Було додано дві бічні каплиці, дві захристії, збудовано вежу, змінено фасади, збільшено вікна, перекрито дах[21].
- Житловий будинок на вулиці Саксаганського, 10 у Львові (1913).
- Церква св. Дмитра у селі Оброшине біля Львова (1914), співавтор Олександр Лушпинський.
- Будинок Українського музичного товариства імені М. Лисенка на площі Шашкевича, 5 у Львові (1913—1916), співавтори Євген Червінський, Іван Левинський, Олександр Лушпинський, художник Модест Сосенко, скульптор Григорій Кузневич.
- Реставрація латинського катедрального собору у Львові (1905—1930), співавтор Владислав Садловський.
- Українська школа імені М. Шашкевича (тепер  — Львівська загальноосвітня школа І–ІІІ ступенів № 34 ім. Маркіяна Шашкевича) на вулиці Замкненій, 8 у Львові (1928).
- Проєкти типових житлових будинків для Фонду військового квартирування. Реалізовані у Барановичах, Білій Підляській (будувала фірма «A. Jaskiewicz, J. Mackiewicz i S-ka»), 12-квартирний будинок у Радомі (фірма «Pion»), два 16-квартирних і один 12-квартирний у Скнилові (нині — вулиця Городоцька, 276—280; співавтор Владислав Лімбергер, споруджували фірми Петра Тарнавецького та Юзефа Закшевського). Будинок цього фонду в Холмі на 16 квартир (співавтор Артур Коритковський)[22].
- Науково-технічна бібліотека Львівської політехнічної школи на вулиці Професорській, 1 (1928—1930), стиль ар-деко. Будівництву передував конкурс 1928 року, на якому одне з двох других місць здобула варшавська фірма «Panteon». Влітку того року на базі цього проєкту Обмінський, за дорученням організаторів, створив новий, більш пристосований до потреб бібліотеки. Споруджувала фірма Міхала Уляма і Казімежа Каменобродського.[23]
- Кардіологічний диспансер обласної лікарні на вулиці Юрія Руфа, 4 у Львові (кінець XIX століття, 1930).
- Костел Матері Божої Остробрамської на вулиці Личаківській у Львові (1932).
- Приватне архітектурне бюро Обмінського займалося проєктуванням аеродрому у Львові між Скниловом і Сигнівкою (1926—1934)[24].
- Вказаний автором перебудови парафіяльного костелу Внебовзяття Пресвятої Діви Марії в Снятині в «інвентарі» храму за 1938 рік; певне, проєкт виконали його донька Ірена Обмінська-Вечурек та зять Ервін, він тільки здійснив «загальне керівництво».[25]

Нереалізовані
- Конкурсний проєкт українського театру на нинішній площі Шашкевича у Львові (1905).[26]
- Два проєкти будинку Політехнічного товариства у Львові. На конкурсі 1905 року не здобули відзнак.[27]
- Проєкт реколекційного дому єзуїтів на нинішній вулиці Залізняка (бл. 1906).[28]
- Три проєкти нової будівлі Львівського університету на нинішній вулиці Грушевського, відзначені однією з трьох других премій на конкурсі 1913 року. Журі відмітило добре вирішення планів.[29] Того ж року видано збірку проєктів конкурсу, куди зокрема, увійшли роботи Обмінського.[30]